# Карттунен, Ансси
А́нсси Ка́рттунен (фин. Anssi Karttunen; род. 30 сентября 1960, Хельсинки) — финский виолончелист.
Учился в Хельсинки у Эркки Раутио, затем в Лондоне у Уильяма Плита и в Амстердаме у Тибора де Макулы. В 1994—1998 гг. был художественным руководителем камерного оркестра «Avanti!», возглавлял также различные финские музыкальные фестивали. В 1999—2005 гг. — первая виолончель оркестра «Лондонская симфониетта».
Карттунен известен как последовательный пропагандист современной музыки: только в 2006 году он осуществил шесть мировых премьер. Для Карттунена сочиняли такие композиторы, как Эса-Пекка Салонен, Магнус Линдберг, Кайя Саариахо, Тань Дунь и др.